# Bobby Portis
Bobby Portis (* 10. Februar 1995 in Little Rock, Arkansas) ist ein US-amerikanischer Basketballspieler. Er spielt derzeit in der NBA als Power Forward bei den Milwaukee Bucks.

## NBA-Karriere
Portis spielte zwei Jahre für die University of Arkansas. 2015 meldete er sich vorzeitig für die NBA-Draft an, wo er an  22. Stelle von den Chicago Bulls ausgewählt wurde. Portis spielte dreieinhalb Jahre für die Bulls, wo er auf 9,7 Punkte und 5,8 Rebounds kam. In dieser Zeit kam es zwischen ihm und seinem Teamkollegen Nikola Mirotić im Training zu einer Rangelei, in dessen Folge Mirotić Gesichtsfrakturen davontrug. Portis wurde daraufhin für acht Spiele gesperrt. Im Februar 2019 wurde er zusammen mit Jabari Parker zu den Washington Wizards getauscht. Im Gegenzug wechselte Otto Porter zu den Bulls. Wegen Dopings wurde Portis 2025 für 25 Spiele gesperrt.

## Karriere-Statistiken

### NBA

#### Reguläre Saison
| Saison  | Team                 | GP  | GS  | MPG  | FG % | 3P % | FT % | RPG | APG | SPG | BPG | PPG  |
| ------- | -------------------- | --- | --- | ---- | ---- | ---- | ---- | --- | --- | --- | --- | ---- |
| 2015–16 | Chicago              | 62  | 4   | 17.8 | .427 | .308 | .727 | 5.4 | 0.8 | 0.4 | 0.4 | 7.0  |
| 2016–17 | Chicago              | 64  | 13  | 15.6 | .488 | .333 | .661 | 4.6 | 0.5 | 0.3 | 0.2 | 6.8  |
| 2017–18 | Chicago              | 73  | 4   | 22.5 | .471 | .359 | .769 | 6.8 | 1.7 | 0.7 | 0.3 | 13.2 |
| 2018–19 | Chicago / Washington | 50  | 28  | 26.0 | .444 | .393 | .794 | 8.1 | 1.4 | 0.7 | 0.4 | 14.2 |
| 2019–20 | New York             | 66  | 5   | 21.1 | .450 | .358 | .763 | 5.1 | 1.5 | 0.5 | 0.3 | 10.1 |
| 2020–21 | Milwaukee            | 66  | 7   | 20.8 | .523 | .471 | .740 | 7.1 | 1.1 | 0.8 | 0.4 | 11.4 |
| 2021–22 | Milwaukee            | 72  | 59  | 28.2 | .479 | .393 | .752 | 9.1 | 1.2 | 0.7 | 0.7 | 14.6 |
| 2022–23 | Milwaukee            | 70  | 22  | 26.0 | .496 | .370 | .768 | 9.6 | 1.5 | 0.4 | 0.2 | 14.1 |
| 2023–24 | Milwaukee            | 82  | 4   | 24.5 | .508 | .407 | .790 | 7.4 | 1.3 | 0.8 | 0.4 | 13.8 |
| Gesamt  | Gesamt               | 605 | 146 | 22.6 | .479 | .385 | .759 | 7.1 | 1.2 | 0.6 | 0.4 | 11.8 |

#### Play-offs
| Saison  | Team      | GP | GS | MPG  | FG % | 3P % | FT %  | RPG  | APG | SPG | BPG | PPG  |
| ------- | --------- | -- | -- | ---- | ---- | ---- | ----- | ---- | --- | --- | --- | ---- |
| 2016–17 | Chicago   | 6  | 0  | 20.1 | .515 | .462 | —     | 6.0  | 1.2 | 0.5 | 0.5 | 6.7  |
| 2020–21 | Milwaukee | 20 | 2  | 18.3 | .464 | .346 | .720  | 5.0  | 0.6 | 0.7 | 0.4 | 8.8  |
| 2021–22 | Milwaukee | 12 | 5  | 24.8 | .417 | .298 | .773  | 10.0 | 0.8 | 0.4 | 0.3 | 10.6 |
| 2022–23 | Milwaukee | 5  | 2  | 21.4 | .488 | .278 | 1.000 | 8.2  | 1.2 | 0.6 | 0.4 | 9.6  |
| 2023–24 | Milwaukee | 6  | 6  | 31.2 | .484 | .250 | .615  | 11.3 | 1.0 | 0.5 | 0.2 | 16.5 |
| Gesamt  | Gesamt    | 49 | 15 | 22.0 | .462 | .324 | .730  | 7.4  | 0.8 | 0.6 | 0.3 | 10.0 |